# Psiloderces incomptus
Espèce
Psiloderces incomptus est une espèce d'araignées aranéomorphes de la famille des Psilodercidae.

## Distribution
Cette espèce est endémique du Yunnan en Chine,. Elle se rencontre à Mangshi dans la grotte Sanxian.

## Description
Le mâle holotype mesure 1,75 mm.

## Publication originale
- Wang & Li, 2013 : Four new species of the subfamily Psilodercinae (Araneae: Ochyroceratidae) from southwest China. Zootaxa, no 3718, p. 39-57.